# 이진칸촌 살인사건
이진칸촌 살인사건(異人館村殺人事件 이진칸손사쓰진지켄[*])은 김전일 만화책으로는 2번째 스토리이며, 애니메이션은 이 사건을 다루고 있지 않는다. 드라마인 도모토 츠요시의 김전일 소년사건부에서는 1번째 스토리였으나 후에 봉인처리되었으며, 마츠모토 준의 김전일 소년사건부에는 처음부터 이 사건을 다루고 있지 않는다. 이는 본편의 트릭이 시마다 소지의 《점성술 살인사건》에서 차용한 것으로, 이 같은 사실이 밝혀지자 마자 많은 추리소설 애호가들의 비난을 받았고, 원작자가 민사소송 위협까지 가했기 때문이다. 참고로, 김전일 국내 단행본에는 트릭의 출처가 적혀 있지 않으며,(일본판은 1999년부터 출처가 표시됐다) 애장판에만 간략하게 표시되어 있다.

## 수록
읽기 전에 본 기준은 한국에서의 출판 기준임을 알려드립니다.
- 소년탐정 김전일: 2권 ~ 3권
- 소년탐정 김전일 애장판: 2권
  - 애장판의 마크[2]: 위가 사라진 불완전한 다비드의 별

## 구성

### 분량

다비드의 별.

- File 개수: 11개 다비드의 별.

### 특징
1. 이번 에피소드의 메인 트릭은 추리작가 시마다 소지의 대표작인 《점성술 살인사건》[3]의 트릭을 사용했다.[4] 때문에 최초의 드라마화 작품에서는 삭제되어 결번처리되었으며 그 후의 영상화 작품에서는 모두 제외되었다. 해당 작품의 VHS판에서는 최초 발매판에서만 수록되어 있다가 도중부터 삭제된 버전으로 발매되었으며, DVD판은 처음부터 수록되지 않았다.
2. 소년탐정 김전일 에피소드 사상 가장 많은 사람들이 사망했다.
3. 최초로 범인에게 김전일이 공격받는다.
4. 나중에도 가끔 출현하는 타와라다 코타로 형사가 최초로 등장한다.

## 등장인물 소개

### 처음부터 살아있는 인물
- 김전일 (金田一一, 킨다이치 하지메)
  - 예전에 와카바와 오다기리의 관계로 인한 와카바의 퇴학을 면제시키는 데에 도움을 준다. 결국 와카바는 퇴학을 면했지만, 정략결혼을 하러 고향으로 돌아간다. 그 이유로 와카바의 결혼식에 초대받아 롯카쿠촌에 갔다가 사건에 휘말리게 된다. 후에 와카바의 사랑을 이용해 범행을 한 류이치를 혐오한다. 하지만, 그도 와카바에 대한 사랑은 진심이었음을 깨닫게 된다.
- 나나세 미유키 (七瀬美雪)
  - 예전에 와카바와 오다기리의 관계로 인한 와카바의 퇴학을 면제시키기 위해 혼자 항의한다.[5] 그 이유로 와카바의 결혼식에 초대받아 롯카쿠촌에 갔다가 사건에 휘말리게 된다. 후에 와카바의 사랑을 이용해 범행을 한 류이치를 혐오한다.
- 로쿠세이 류이치
  - 원래 후도 고등학교에 부임하기로 되어 있던 오다기리 스스무를 죽이고 자신이 오다기리 스스무인 것처럼 위장한다. 오다기리의 시체가 너무 빨리 발견되는 바람에 빨리 계획을 실행하기 위해서 와카바와의 관계를 카메라를 이용해 밝혀 고향으로 되돌려 보낸뒤 김전일과 미유키와 함께 롯카쿠촌에 간다. 그 후 와카바를 비롯해 마을사람들을 살해한다. 어릴 적부터 인간을 살해하도록 훈련받았다. 아버지는 카자마츠리 준야, 어머니는 로쿠세이 시오리이다. 비록 그가 와카바를 죽였지만, 그는 와카바를 진심으로 사랑하고 있었다.
- 고토 란 (五塔蘭)
  - 롯카쿠 촌에 있는 탑의 집의 주인. 젊은 여성의 피로 목욕을 하면 예뻐진다는 엘리자베스 바트리(에르제베트 바토리) 부인의 생각을 믿고 있다. 그로 인해 미유키를 노린다.[6]
- 이츠시키 토라오 (一色寅男)[7]
  - 롯카쿠 촌에 있는 스테인드 글라스의 집의 주인. 세계의 진귀한 음식들을 먹는 것을 즐긴다. 심지어 고양이까지 먹는다.
- 카부토 레이지 (兜礼二)
  - 롯카쿠 촌에 있는 갑옷의 집의 주인. 음침한 성격에 나서는 일은 거의 하지 않는다. 키리코라는 딸을 두고 있다.
- 카부토 키리코 (兜霧子)
  - 롯카쿠 촌에 있는 갑옷의 집의 주인인 레이지의 딸. 와카바의 결혼식의 들러리 역할로써, 자신의 옷에 장식할 까마귀 깃털을 위해 까마귀를 죽이고 있던 것이 김전일 일행에 의해 목격되었다.
- 쿠사나기 미츠코 (草薙三子)
  - 롯카쿠 촌에 있는 담쟁이의 집의 주인. 5년 전 자식을 사고로 잃고 나서부터는 정신이 이상해졌다. 많은 고양이들을 자식처럼 여기며 기르고 있다.
- 카자마츠리 준야 (風祭淳也)
  - 롯카쿠 촌에 있는 풍향계의 집의 주인. 27년 전 사건에서 목사의 7명의 딸 중 한 명인 로쿠세이 시오리를 구해준 장본인. 그녀와 이미 장래를 약속한 사이였고, 아들이 생기면 이름을 '류이치'로 짓기로 약속했다.
- 토키타 쥬죠 (時田十三)
  - 롯카쿠 촌에 있는 시계의 집의 주인. 와카바의 아버지이기도 하다. 평상시 심장이 좋지 않으며, 타지 사람에게 경계심이 강하다.[8]
- 토키타 와카바 (時田若葉)
  - 롯카쿠 촌에 있는 시계의 집의 주인인 쥬죠의 딸. 렌조 히사히코와 정략결혼을 하기로 되어있었지만, 속으로는 여전히 류이치를 좋아하고 있었다. 타지 사람인 김전일과 미유키를 결혼식에 초대했다.
- 렌조 히사히코 (連城久彦)
  - 와카바의 약혼자. 언제나 복면을 두르고 있다. 부잣집의 아들이지만 어릴 적부터 선천적으로 몸이 약해서 밖에 잘 나가지 못했던 렌조는 사진으로만 본 정혼자인 와카바를 좋아하게 되었다. 이 에피소드에서 김전일을 제외한 사람들 중에서 유일하게 로쿠세이 류이치가 범인임을 짐작하고 있던 인물. 사건 내에서 한 대사는 "와카바의... 원수..."가 유일하다.
- 타와라다 코타로 (俵田孝太郎)
  - 이번 사건을 지휘하는 형사. 이번 사건 내내 김전일을 좋게 생각하지 않는다. 후에 이진칸 호텔 살인사건에서 또다시 등장한다. 이진칸 호텔 살인사건에서는 김전일에게 전적으로 의지하고 있다.

### 시작 전부터 이미 살해 당한 인물
- 로쿠세이 시오리
  - 로쿠세이 류이치의 어머니. 카자마츠리랑 결혼해서 류이치를 낳았다. 27년 전, 마을의 저택들의 주인인 6명에 의해 죽을 위기에 처하나 카자마츠리에 의해 구출되어 병원에 간다. 하지만, 어느날 병원에서 떠난 뒤에 낳은 류이치를 복수를 위한 도구로 길러오다가 어느날, 최후의 완성으로 류이치에게 찔려 죽는다.
- 오다기리 스스무 (小田切進)
  - 류이치 대신에 원래 후도 고교에 부임 예정이었던 선생님. 류이치가 여섯 저택의 주인중 하나의 딸인 와카바에게 접근하기 위해 와카바가 다니는 후도 고등학교에 원래 부임하기로 했던 오다기리를 죽인 뒤에 산에 몰래 암매장하고 그의 이름을 사용하여 학교에 부임했으나, 시체가 빨리 발견되는 바람에 이번 사건을 실행한다.

### 과거 사건 관련 인물
- 로쿠세이 목사 부부
  - 롯카쿠촌에 대마초를 가지고 온 장본인. 대마초로 인해 마을은 큰 부를 얻는다. 그 후, 7명의 딸이 생겨서 죄책감으로 인해 대마초 재배를 중지하자고 6명의 저택 주인에게 제안한다. 그 제안에 화가 난 저택 주인 6명은 목사 부부를 총으로 쏴 죽이고, 7명의 딸을 마을 중앙의 교회에 가두고 불을 질러 죽인다.[9]

## 피해자의 상황

### 미리 살해당한 사람
- 오다기리 스스무
  - 20세에서 30세 사이[10]. 원래 후도 고등학교에 부임할 예정이었던 사람. 하지만, 로쿠세이 류이치가 그를 죽이고 그의 행세를 하게 된다. 그의 시체는 후도산 시의 교외의 숲속에 매장되며, 매장된 지 1년 이상 지난 후에 시체는 발견되었다.[11]
  - 사인 요약: 둔기 타살

### 사건 내에서 사망한 사람
- 카부토 키리코
  - 와카바에 의해 목이 졸려 죽고 목이 잘려나갔다. 시체의 목 부분은 시체 교환 트릭에 사용되었으며, 시체는 왼팔에서 오른쪽 어깨에 걸쳐 있는 부분이 사라졌다.[12]
  - 사인 요약: 교살 당한 후 머리가 절단되어 그 후에 시체는 레이지의 집의 갑옷 중 하나에 들어있게 된다.
- 토키타 와카바
  - 교살당한뒤, 시체 교환 트릭에 사용되었다. 시체의 목 부분은 양지 바른 곳에 묻혀 있다.
  - 사인 요약: 교살
- 이츠시키 토라오
  - 칼에 찔려 죽는다. 오다기리로 알고 있던 사람이 로쿠세이 시오리의 아들인 로쿠세이 류이치라는 것을 알고는 겁에 질린 채 뭐든 줄테니 살려달라고 하면서 여러 가지 말을 늘어놓다가 죽는다. 시체의 오른쪽 다리가 사라졌다.[12]
  - 사인 요약: 칼에 찔려 죽음
- 쿠사나기 미츠코
  - 교살된 채 집안에서 시체가 발견된다. 왼손의 새끼손가락은 기르던 고양이 중 하나가 뜯어서 물고 있었다. 시체의 왼쪽 다리가 사라졌다.[12]
  - 사인 요약: 교살
- 토키타 쥬죠
  - 김전일과 함께 7번째 시체에 이어붙인 흔적이 없다는 것을 알게 된 뒤에 저주라고 하면서 놀라는 바람에 심장마비로 사망한다. (살해 당한 것은 아니고, 병이 재발한 것일 뿐이다.)
  - 사인 요약: 심장마비
- 고토 란
  - 칼에 찔려 죽는다. 불타는 집안에서 나체 상태의 시체가 발견된다. 시체는 키리코랑 같은 부분이 부분이 사라졌다.[12]
  - 사인 요약: 칼에 찔려 죽음
- 카부토 레이지
  - 류이치가 범인임이 알려지자 마자 류이치에게 총살당한다.
  - 사인 요약: 총살
- 로쿠세이 류이치
  - 렌조, 김전일을 총으로 쏘고 나서 미유키를 쏘려던 찰나에 그것을 저지한 김전일을 쏘려다가 카자마츠리가 쏜 총에 맞는다. 그리고 서서히 의식을 잃는다.
  - 사인 요약: 총살
- 카자마츠리 준야
  - 이 사건의 발단이 된 대마밭에 불을 지르고 총으로 자살한다.
  - 사인 요약: 총으로 자살
- 렌조 히사히코
  - 와카바를 죽인 범인이 류이치라는 것을 알고 류이치를 칼로 찌르지만, 류이치가 쏜 총에 급소를 맞는다. 그리고 김전일이 의식을 되찾기 하루 전에 사망한다.
  - 사인 요약: 급소에 총을 맞음

### 살해당하지 않은 사람
- 김전일
  - 교회에서 와카바의 죽음에 대해서 조사하던 사이에 교회의 십자가가 김전일의 머리 위로 떨어지지만, 이 당시 오다기리라고 불렸던 류이치에 의해 다행히 피한다.[13]
  - 류이치가 범인인 것이 밝혀진 후, 와카바를 죽인 것에 대해 상당한 분노를 느낀 상태에서 류이치에게 덤볐다가 총에 맞는다. 그 후, 미유키를 쏘려던 류이치를 저지하는 까닭에 류이치에게 또다시 총을 맞을 위기에 처하지만, 카자마츠리가 류이치를 쏘는 바람에 김전일은 총을 맞지 않는다. 김전일은 총을 급소에 맞지 않은 까닭에 병원에서 치료를 받고 살아난다.

## 용의자의 살인 동기
- 범인: 로쿠세이 류이치

#### 대마초 수입
이 사건의 시초는 류이치가 태어나기 전인 27년 전으로 돌아간다. 옛날에 로쿠세이 목사부부가 롯카쿠촌에 대마초를 가지고 온다. 대마초로 인해 마을은 큰 부를 얻는다. 그 후, 목사부부에게는 7명의 딸이 생겨서 어린 딸들을 보던 목사 부부에게는 죄책감이 생기고, 그 죄책감으로 인해 대마초 재배를 중지하자고 6명의 저택 주인에게 제안한다. 하지만, 대마초로 돈독히 돈을 벌은 저택의 주인들은 그 제안에 화가 난 나머지 목사부부를 총으로 쏴 죽이고 7명의 딸을 마을 중앙의 교회에 가두고 불을 질러 죽인다.

#### 어머니의 탈출
하지만, 7명의 딸 중 하나는 6명의 저택의 주인 중 한 명인 카자마츠리와 장래를 약속한 사이였다. 그들은 아들을 낳으면 류이치라고 이름 짓기로 약속했었다. 결국, 7명의 딸 중 하나인 시오리는 저택 주인 중 하나인 카자마츠리 준야에 의해 탈출한다. 카자마츠리가 시오리를 구하러 갔을 때는 이미 다른 6명은 사망한 상태였다. 그리고 시오리가 탈출하면 시체수가 하나가 줄어들기 때문에 1명이 탈출한 것을 저택 주인들이 알아낼 가능성이 있었다. 결국, 그는 시체를 토막내서 6구의 시체를 7구로 만든다. 그 후, 시오리는 병원에 입원하지만 어느날 사라진다. 그 후, 시오리는 아들을 낳게 되고 그 아이의 이름을 류이치라고 지었다. 그녀는 어떻게든지 살아보려고 했지만 이미 호적상 죽은 걸로 되어 있던 시오리는 변변한 일자리 하나를 구하지 못했다. 시오리는 언제나 귀가해서는 류이치에게 흉터를 보여주고는 입버릇처럼 '마을 사람들에게 복수해야 한다.'라는 말을 한다. 그리고 그 아들인 류이치가 살인마로서 완성되는 날, 류이치에게 자신을 죽이도록 한다.

#### 살인마
류이치는 시오리를 죽인 뒤, 사람을 죽이는 데에 있어 더더욱 냉정해졌다. 마을의 저택 주인을 죽이겠다는 생각은 어릴 적부터의 시오리의 복수를 위해서였던 것이다. 하지만, 시오리는 카자마츠리 준야만큼은 죽이지 말라고 했다. 그는 유일하게 그녀를 구해준 저택 주인이자, 그녀의 남편이었기 때문이다. 즉, 류이치의 표적은 카자마츠리를 제외한 이 저택의 주인과 그들의 피를 이어받은 자들이었다. 먼저 그는 복수를 위해 저택 주인중 하나인 쥬죠의 딸인 와카바에게 접근하기 위해 후도 고교에 원래 부임 예정인 진짜 오다기리 스스무를 죽이고 자신이 오다기리 행세를 한다. 하지만, 시체가 빨리 발견되는 바람에 자신과 와카바의 관계를 밝혀 와카바를 고향으로 되돌려보낼 계획을 세운다.

## 트릭

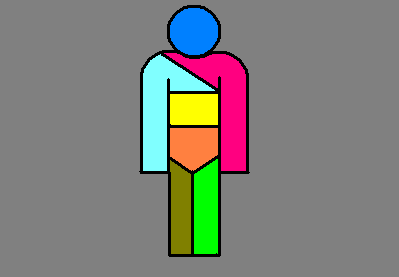
파란색 부분 - 토키타의 집
빨간색 부분 - 고토의 집
하늘색 부분 - 카자마츠리의 집
주황색 부분 - 카부토의 집
연두색 부분 - 이츠시키의 집
올리브색 부분 - 쿠사나기의 집
노란색 부분 - 불탄 교회
각각 이 장소에 해당되는 색깔의 부분이 없는 미라가 안치되어있다.

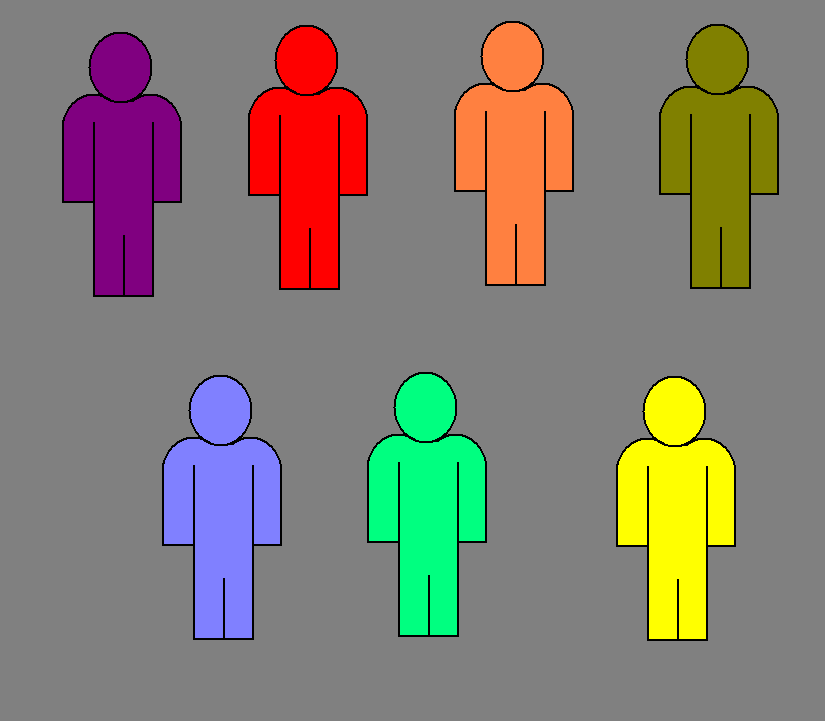
이 그림을 6구의 시체와 1명의 생존자로 보면된다. 노란색이 생존자이다.

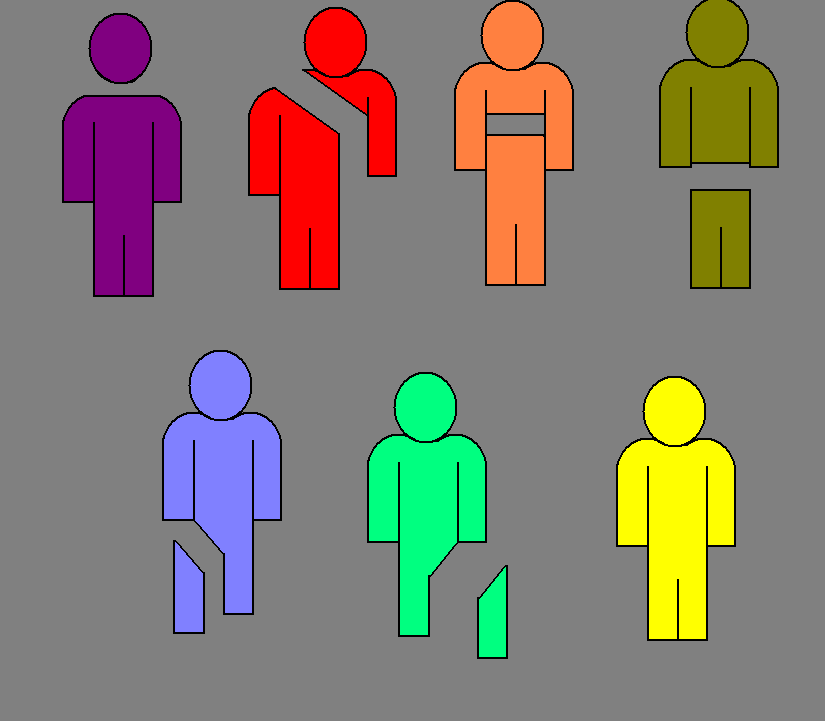
각각 모양대로 6구의 시체를 토막낸다.

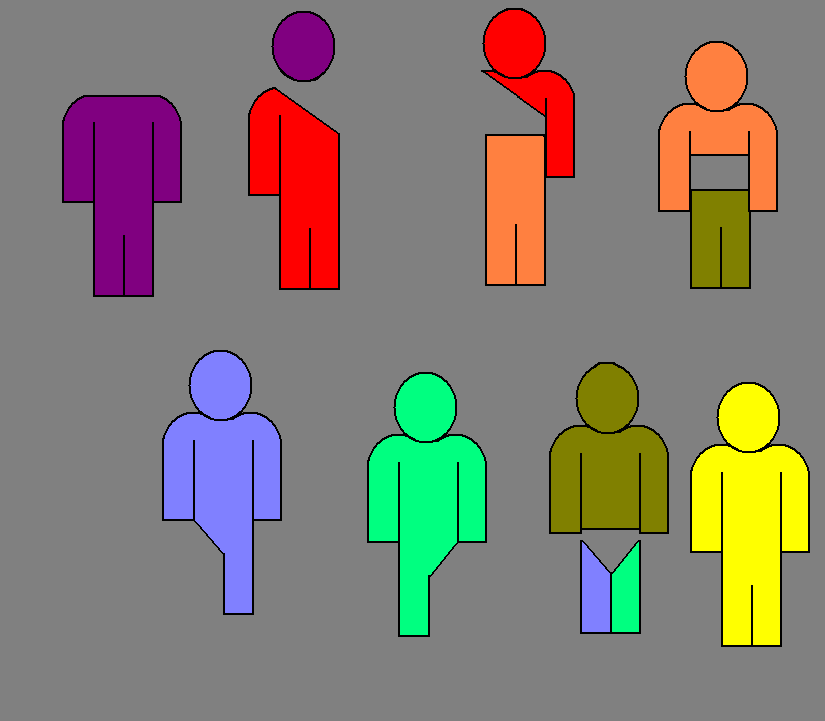
이렇게 시체들을 놓아두면 6구의 시체가 불완전한 7구의 시체로 늘어나면서 각각 몸의 한 부위씩 사라진다. 물론 생존자인 7번째 사람은 살아있다.

이번 사건에 메인트릭은 카자마츠리가 시오리를 구하기 위해 마을의 저택을 상징하는 불완전한 다비드의 별에서 힌트를 얻은 것에서 시작한다. 각 저택의 미라는 과거에 카자마츠리가 시오리를 구하기 위한 트릭의 흔적으로 각각의 오른쪽에 색깔이 있는 부분이 사라져 있었다. 그 점에 착안하여 범인도 이번 트릭을 사용했다.
- 카부토 키리코
  - 시체 교환 트릭으로 자신의 알리바이를 만드는 동시에 밀실트릭을 만드는 데 사용된다. 일단, 와카바에게 키리코를 죽일 것을 몰래 말한다. 그리고, 와카바는 키리코랑 옷을 서로 바꿔 입은 뒤, 키리코가 마을의 관습대로 교회의 문을 잠그고 침대에 누워서 눈을 감으면 마취제를 묻힌 천을 늘여뜨려 키리코가 작은 소리에는 깨지 않게 만든다. 그리고 갈고리를 내려 침대 네 부분에 연결하고 도르래를 교회의 종루쪽에 설치한 뒤, 연장 코드와 오다기리의 차안의 윈치를 사용해 끌어올린다. 그리고 키리코의 목을 절단한 뒤에 목을 꺼내 간다.
- 토키타 와카바
  - 키리코의 목을 절단한 와카바는 범행 성공 신호로 종을 울린다. 그리고 범인한테 가서 교살당한다. 그리고 사람들과 함께 목이 없는 와카바의 시체로 위장된 키리코의 시체를 발견한다. 그리고, 사람들이 돌아간 저녁 시간을 틈타 경찰이 오기 전에 와카바의 시체의 목을 절단한 뒤에 와카바랑 키리코의 시체를 바꿔치기한다. 그리고, 그 후에 키리코의 시체를 목이 절단되는 시체 중 하나인 고토 부인의 미라의 상태(그림 참조)와 똑같이 만든 뒤에, 몰래 레이지의 집의 갑옷 중 하나에 넣어둔다. 즉, 키리코의 시체를 고토 부인의 미라의 상태와 똑같게 만듦으로써 키리코의 시체도 목이 절단되어 있다는 사실에서 눈을 돌리게 만들었다.
- 이츠시키 토라오
  - 키리코의 시체가 발견되지 않은 이 시점에서 이츠시키의 시체를 이츠시키가 가지고 있는 미라와 똑같은 부분을 가져감으로써 '범인은 각자 소유하고 있는 미라의 모양을 본떠 살인을 한다.'라는 인상을 심어준다.
- 쿠사나기 미츠코
  - 역시, 이츠시키때랑 똑같다. 키리코의 시체가 발견되지 않은 이 시점에서 쿠사나기의 시체를 쿠사나기가 가지고 있는 미라와 똑같은 부분을 가져감으로써 '범인은 각자 소유하고 있는 미라의 모양을 본떠 살인을 한다.'라는 인상을 심어준다.
- 고토 란
  - 고토 부인이 사망할 때는 딱히 트릭은 없다. 그냥 고토의 집에 몰래 들어와서 고토를 죽이고 저택에 불을 지르는 방식으로 사건이 일어난다. 범인은 키리코때와 같은 부분의 시체(고토 부인이 소유하고 있는 미라)의 부분을 가져간다.
- 카자마츠리가 시오리를 살리기 위해 사용한 시체 트릭
  - 오른쪽의 그림을 참조해야 한다. 노란색이 시오리이고, 다른 색깔들을 다른 6명이라고 가정한다. 일단 시체를 각 모양대로 토막낸다.
    - 토키타의 저택의 미라 - 보라색 미라의 머리부분을 치운다.
    - 고토의 저택의 미라 - 빨간색 미라의 윗부분을 치우고 보라색 미라의 머리부분을 놓는다.
    - 카자마츠리의 저택의 미라 - 주황색 미라의 윗부분을 치우고 빨간색 미라의 윗부분을 놓는다.
    - 교회의 미라 - 올리브색 미라의 윗부분을 치우고 주황색 미라의 윗부분을 놓는다.
    - 카부토의 저택의 미라 - 올리브색 미라의 윗부분의 아래에 연두색, 하늘색의 미라의 도려낸 부분을 각각 놓는다.
    - 이츠시키의 저택의 미라 - 하늘색 미라의 도려낸 부분을 치운다.
    - 쿠사나기의 저택의 미라 - 연두색 미라의 도려낸 부분을 치운다.

## 단서
- 키리코랑 와카바는 동일한 시간대에 죽었다.
- 7구의 미라에는 서로 이어 붙인 흔적이 없다.
- 미라의 몇구에는 기계로 이빨을 치료한 흔적이 있다.
- 와카바는 목이 사라졌고, 키리코는 오른쪽 어깨에서 왼쪽 팔의 겨드랑이에 걸쳐 시체의 부위가 사라졌다.
- 와카바와 오다기리가 손을 잡은 상태에서 몰래 찍힌 사진에서는 와카바는 카메라를 눈치채지 못했다.
- 6명의 저택 주인들은 과거에 살인을 했다.
- 와카바가 누워 있던 침대의 지지대중 하나의 밑에 키리코의 장식용 까마귀 깃털이 깔려 있었다.

## 추리 루트

### 김전일
1. 롯카쿠촌 도착
2. 목이 없는 와카바의 시체가 발견됨
3. 혈액감정에 DNA 감정 결과, 시체의 주인이 와카바임을 알게 됨
4. 이츠시키의 시체가 발견됨
5. 의문점 추궁: 범인은 어째서 시체의 일부분을 가져갈까?
6. 쿠사나기의 시체가 발견됨
7. 확신: 범인은 저택에 있는 시체와 똑같은 부위를 잘라 가져간다
8. 교회의 십자가에 깔려 죽을 뻔함
9. 7번째 미라의 경고를 들음
10. 산속의 대마 발견
11. 키리코의 시체가 발견됨
12. 키리코의 시체는 저택의 미라랑 자른 부위가 다르다는 것을 알게 됨
13. 의문점 추궁: 범인의 단순한 실수일까?
14. 쥬죠에게 롯카쿠 촌의 비밀에 대해 들음
15. 교회의 7번째 미라는 꿰맞춘 미라라고 단정지음
16. 교회의 미라에는 꿰맞춘 흔적이 없다는 것을 알게 됨
17. 꿰맞춘 흔적이 없다는 것을 알게 된 쥬죠가 흥분하다가 심장발작으로 사망
18. 와카바랑 오다기리의 사진에서 이상한 점을 발견
19. 켄모치에게 오다기리에 대해 조사하게 함
20. 고토에게 미유키가 납치된 것을 알게 됨
21. 고토부인의 집에서 일어난 화재를 목격
22. 미유키가 고토 부인의 집에 있다고 판단하고 구출하러 들어감
23. 고토부인의 시체 목격
24. 7구의 미라 트릭을 알아냄
25. 와카바가 누워있던 침대 밑의 까마귀 깃털 발견
26. 밀실 트릭을 알아냄
27. 후도산 시 교외의 숲속에서 발견된 시체가 진짜 오다기리임을 알게 됨
28. 범인을 밝혀냄

### 타와라다 코타로
1. 와카바의 시체가 와카바 본임임을 알게 됨
2. 제 1의 용의자로 자취를 감춰버린 키리코를 지목함
3. 이츠시키의 시체가 발견됨
4. 이츠시키와 사이가 안좋았던 쿠사나기를 제 1의 용의자로 지목. 또한, 공범으로 키리코를 지목함
5. 쿠사나기의 시체가 발견됨
6. 범인을 키리코로 단정지음
7. 키리코의 시체가 발견됨
8. 심장 발작이 일어나 사망한 쥬죠가 발견됨
9. 고토부인의 집에서 일어난 화재를 목격
10. 고토부인의 집에 김전일과 오다기리가 들어가는 바람에 덩달아 들어감
11. 고토부인의 시체 목격
12. 고토 부인의 시체와 함께 발견된 레이지의 장식용 칼로 인해 제 1의 용의자로 레이지가 지목됨
13. 김전일의 추리 시작

### 렌조 히사히코
1. 와카바의 목없는 시체가 발견됨
2. 이츠시키의 시체가 발견됨
3. 쿠사나기의 시체가 발견됨
4. 오다기리라고 불리는 인물이 교회의 십자가를 손보는 것을 우연히 쌍안경으로 목격[15]
5. 김전일이 교회의 십자가에 깔려 죽을 뻔한 것을 목격
6. 범인을 오다기리 스스무라고 불리는 인물로 단정
7. 키리코의 시체가 발견됨
8. 고토부인의 집에서 일어난 화재를 목격
9. 고토의 시체가 발견됨
10. 김전일의 추리 시작

## 원작과의 차이

### 애니메이션
애니메이션에서는 이 사건을 다루고 있지 않는다.

### 드라마 (마츠모토 준의 김전일 소년사건부)
마츠모토 준의 김전일 소년사건부에는 이 사건을 다루고 있지 않는다.

## 에피소드 내 용어
- 롯카쿠촌(六角村)

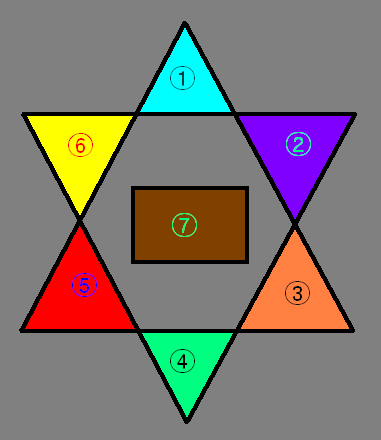
위는 롯카쿠촌의 모습이다.
① : 시계의 집
② : 탑의 집
③ : 담쟁이의 집
④ : 갑옷의 집
⑤ : 스테인드 글라스의 집
⑥ : 풍향계의 집
⑦ : 불타버린 교회

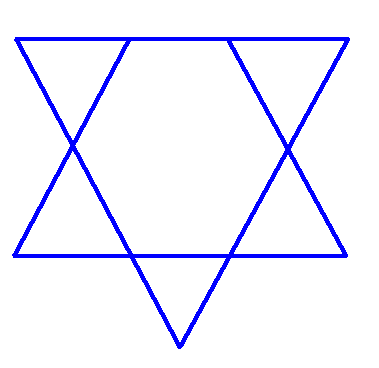
불완전한 다비드의 별의 예시. 이 마크의 경우는 에피소드에서는 시계의 집을 상징한다.

  - 한국어로 직역하면 육각마을. 다비드의 별의 모양의 마을에서 자신의 저택이 있는 부분의 삼각형을 제거한 것이 저택을 상징하는 마크이다. 이 마을에 있는 저택으로는 주인이 고토 란인 탑의 집, 주인이 쿠사나기 미츠코인 담쟁이의 집, 주인이 카부토 레이지인 갑옷의 집, 주인이 이츠시키 토라오인 스테인드 글라스의 집, 주인이 카자마츠리 준야인 풍향계의 집, 주인이 토키타 쥬죠인 시계의 집이 있다. 한가운데에는 교회가 있지만 27년 전에 화재로 불에 타 버렸다. 나머지 부분들은 나무가 뺵빽히 들어서 있다. 이 마을의 저택 주인들은 모두 부유하게 살고 있지만, 그 부는 불법적으로 얻어낸 것이다.
- 27년 전 교회 화재 사건
  - 옛날에 로쿠세이 목사 부부가 롯카쿠 촌에 왔을 때, 대마초를 들여온다. 저택 주인들과 목사 부부는 대마초를 밀수출해서 마을 사람들과 부를 나눠갖고 있었다. 하지만, 목사부부에게는 7명의 딸이 생겼고, 딸들이 성장함에 따라 목사 부부는 죄책감을 느낀다. 이 사건이 일어난 때에서 27년 전의 어느날, 그들은 저택 주인들에게 대마초 판매를 중지할 것을 제안했다. 하지만 돈에 눈이 멀은 저택주인들은 그 제안을 받아들이지 않고 목사 부부를 쏴 죽인다. 그리고 남은 7명의 목사 부부의 딸들을 모두 교회에 가둬 놓은 뒤, 교회에 불을 질러 타죽게 만든다. 하지만, 7명의 딸 중 시오리는 카자마츠리에 의해 구출된다.
- 불완전한 다비드의 별
  - 다비드의 별에서 특정 부분이 사라진 것이다. 이 에피소드에서는 사라진 삼각형의 부분이 저택의 위치를 상징하는 저택의 마크로 나타난다.
- 7구의 미라
  - 7구의 미라는 롯카쿠촌 중앙에 있는 교회에서 불에 타들어가면서 죽은 7명의 목사부부의 딸들을 말한다. 하지만, 실제로 죽은 딸들은 6명이며, 1명은 카자마츠리에 의해 탈출한다. 그리고, 시체 절단을 잘 사용한 트릭으로 카자마츠리에 의해 6구의 시체가 7구의 특정 부위가 사라진 시체가 된다. 카자마츠리는 저택의 상징인 불완전한 다비드의 별에서 이 트릭의 힌트를 얻었다.
- 이진칸촌 (異人館村)
  - 이진칸이라는 것은 서양식 건물을 뜻한다. 이진칸은 한국어 발음으로는 이인관이며, 이 에피소드에서는 롯카쿠촌을 지칭하는 말로 쓰인다. 롯카쿠촌의 6개의 저택들의 건축 양식은 이 마을에 온 목사 부부로 인해 교회를 포함해서 모두 호화스러운 서양식이고, 동양식 건물은 찾아볼 수가 없기 때문에 이진칸촌으로 나온다.